# 한국건설관리공사
한국건설관리공사(韓國建設管理公社, Korea Construction Management, KCM)는 지난 1993년 책임감리제도의 도입과 함께 건설 부조리 및 부실공사 근절을 위해 감리 전문 공공기관으로 설립된 4개 감리공단을 모체로 1999년 정부의 공기업 경영혁신계획에 따라 통합ㆍ재출범한 국토교통부 산하의 기타공공기관이다. 소재지는 서울특별시 강남구 강남대로 262 (도곡동)에 있었지만 2016년 4월 1일부로 경상북도 김천시 혁신2로 40 (율곡동 790) 김천혁신도시로 이전하였다.

## 주요기능 및 역할
- 건설기술용역(감리)사업, 엔지니어링 활동(설계)사업
- 품질검사전문기관 및 국제공인시험기관 운영
- 건설사업관리(CM) 사업 등

## 연혁
- 1993.12.06 건교부 산하 4개 감리공단 설립
- 1994.01.25 감리전문회사 등록
- 1995.04.06 설계용역사업 등록
- 1997.12.29 품질검사전문기관 지정
- 1999.03.31 4개 감리공단 통합, 한국건설관리공사 출범 제1대 경영진 취임(사장 임충수)
- 1999.10.29 기술연구소 설립
- 2002.03.31 제2대 경영진 취임(사장 이필원)
- 2003.05.12 제3대 대표이사 취임(사장 최재식)
- 2005.03.31 제4대 대표이사 취임(사장 이석호)
- 2008.03.31 제5대 대표이사 취임(사장 엄대호)
- 2011.03.31 제6대 대표이사 취임(사장 김해수)
- 2014.01.10 제7대 대표이사 취임(사장 김원덕)
- 2017.03 제8대 대표이사 취임(사장 이명훈)
- 2018.12 제9대 대표이사 취임(사장 정덕수)
- 2020 제10대 대표이사 취임(사장 김상우)

## 조직

### 한국건설관리공사장
- 감사
  - 감사실
- 이사회
- 서울사무소

#### 기획본부

##### 기획실
- 성과관리팀
- 기획예산팀
- 대외협력팀
- 정보화팀

##### 경영지원실
- 총무팀
- 인사팀
- 재무팀

#### 토목CM본부

##### 토목CM처
- 토목CM1팀
- 토목CM2팀
- 토목CM3팀

##### 토목관리처
- 토목관리팀
- 토목 P·P팀

#### 건축CM본부

##### 건축CM처
- 건축CM1팀
- 건축CM2팀
- 건축기술지원팀

##### 건축관리처
- 건축관리팀
- 기전관리팀

#### 기술본부

##### 기술연구소
- 현장기술지원팀
- R&D사업팀

##### 건설안전기술지원센터
- 기술지원팀
- 해외기술팀